# Atlanta Dream 2019
La stagione 2019 delle Atlanta Dream fu la 12ª nella WNBA per la franchigia.
Le Atlanta Dream arrivarono seste nella Eastern Conference con un record di 8-26, non qualificandosi per i play-off.

## Roster
| N° | Naz.                   | Ruolo | Sportivo           | Anno | Alt. | Peso |
| -- | ---------------------- | ----- | ------------------ | ---- | ---- | ---- |
| 1  | Stati Uniti (bandiera) | AC    | Elizabeth Williams | 1993 | 191  | 87   |
| 5  | Spagna (bandiera)      | G     | Maite Cazorla      | 1997 | 178  | 70   |
| 7  | Stati Uniti (bandiera) | G     | Brittney Sykes     | 1994 | 175  | 66   |
| 10 | Stati Uniti (bandiera) | A     | Nia Coffey         | 1993 | 178  | 83   |
| 15 | Stati Uniti (bandiera) | G     | Tiffany Hayes      | 1989 | 178  | 70   |
| 17 | Stati Uniti (bandiera) | A     | Haley Peters       | 1992 | 191  | 81   |
| 20 | Stati Uniti (bandiera) | G     | Alex Bentley       | 1990 | 170  | 69   |
| 21 | Stati Uniti (bandiera) | G     | Renee Montgomery   | 1986 | 170  | 64   |
| 24 | Germania (bandiera)    | C     | Marie Gülich       | 1994 | 196  | 93   |
| 25 | Stati Uniti (bandiera) | A     | Monique Billings   | 1996 | 193  | 80   |
| 35 | Stati Uniti (bandiera) | GA    | Angel McCoughtry   | 1986 | 185  | 73   |
| 51 | Stati Uniti (bandiera) | A     | Jessica Breland    | 1988 | 191  | 74   |
| 81 | Stati Uniti (bandiera) | C     | Alaina Coates      | 1995 | 193  | 102  |

## Staff tecnico
- Allenatore: Nicki Collen
- Vice-allenatori: Mike Peterson, Darius Taylor
- Preparatore atletico: Jessica Cohen
- Preparatore fisico: Ashley Alexander